# Bernhard Bang
Bernhard Lauritz Frederik Bang, danski veterinar, * 7. junij 1848, Sorø, Danska, † 22. junij 1932, København, Danska.
Bang je najbolj znan kot odkritelj bacila bruceloze, ki povzroča splav goveda.